# Франческо (фильм)
Франческо (англ. Francesco) — американский документальный фильм 2020 года, снятый и спродюсированный Евгением Афинеевским. Описывает жизнь и учение Папы римского Франциска. 
Мировая премьера фильма состоялась на Римском кинофестивале 21 октября 2020 года. В США фильм был выпущен в виртуальном кинотеатре 26 марта 2021 года компанией Abramorama, а 28 марта 2021 года его можно было посмотреть на Discovery+.

## Краткое содержание
Фильм повествует о жизни и учении Папы Франциска. В нём содержатся многочисленные интервью с Франциском, некоторыми членами его семьи, Бенедиктом XVI и другими людьми. Фильм посвящён современным проблемам и роли Католической церкви в помощи тем, кто страдает от несправедливости. Фильм также посвящён людям, которых глубоко тронул Папа Франциск, например, «перемещённой общине рохинджа из Мьянмы, с членами которой Франциск встретился в Бангладеш в 2017 году. […] Двенадцати мусульманским беженцам, которых Папа Римский привёз в Италию в конце своего визита в лагерь беженцев на греческом острове Лесбос в 2016 году. И […] жертвам насилия со стороны духовенства, которых Франциск первоначально возмутил во время своего визита в Чили в 2018 году».

## Выпуск
Премьера фильма состоялась 21 октября 2020 года на Римском кинофестивале. В январе 2021 года компания Discovery+ приобрела права на распространение фильма в США и назначила его релиз на 28 марта 2021 года. Фильм был выпущен в виртуальном кинотеатре 26 марта 2021 года компанией Abramorama.

## Награды
22 октября 2020 года режиссёр фильма Евгений Афинеевский получил в Ватиканских садах 18-ю премию «Кинео» за этот фильм «за продвижение социальных, гуманитарных и экологических проблем в кино». На церемонии награждения присутствовали некоторые должностные лица Святого Престола, в том числе Паоло Руффини, префект дикастерии по коммуникациям, и секретарь дикастерии монсеньор Лучио Адриан Руис. 

## Замечание об однополых гражданских союзах
В интервью, показанном в фильме, Папа Франциск поддержал однополые гражданские союзы, заявив: «гомосексуалы имеют право быть частью семьи. […] Нам нужно создать закон о гражданских союзах. Таким образом, они будут юридически защищены. Я за это ратовал». Этот отрывок был взят из интервью 2019 года, но в то время он был вырезан из публичных показов интервью. Папа Франциск, сделав этот комментарий, стал первым папой, одобрившим однополые гражданские союзы.
После премьеры «Франческо» 21 октября 2020 года Массимилиано Меникетти, глава Радио Ватикана и Новостей Ватикана, разослал электронное письмо средствам массовой информации, освещающим вопросы, касающиеся Святого Престола, сообщив им, что Святой Престол на данный момент не будет комментировать эту тему, и задав им вопрос: «Если можете, сообщите, пожалуйста, о любых реакциях слушателей и подписчиков в середине или в конце дня». 30 октября Государственный секретариат Ватикана направил письмо всем католическим епископским конференциям по поводу замечания Франциска в фильме. В письме говорится, что замечание о гражданском союзе касалось «десятилетнего местного закона в Аргентине о «брачном равенстве однополых пар» и его оппозиции им как тогдашнего архиепископа Буэнос-Айреса в этом отношении», и что Папа отверг гомосексуальные браки, и что в том же контексте Франциск «говорил о правах [гомосексуалов] на определённую правовую защиту». 
22 октября президент Венесуэлы Мадуро обратился к следующей Национальной ассамблее (которая должна была быть избрана 6 декабря) с просьбой рассмотреть вопрос о легализации однополых браков, заявив: «У меня есть друзья и знакомые, которые очень довольны тем, что сказал вчера Папа. Я оставлю эту задачу, задачу ЛГБТ-браков, следующей Национальной ассамблее».

## Критика
На сайте-агрегаторе обзоров Rotten Tomatoes рейтинг одобрения фильма «Франческо» составляет 71%, на основе 17 обзоров, со средним баллом 5,7/10. На Metacritic фильм имеет рейтинг 37 из 100 на основе 4 рецензий, что означает «в целом неблагоприятные отзывы».